# 佩雷莫哈 (巴里希夫卡市鎮)
50°29′59″N 31°14′47″E / 50.49972°N 31.24639°E
佩雷莫哈（羅馬化：Peremoha）是位於烏克蘭北部基辅州布羅瓦里區巴里希夫卡市鎮的村莊。該村始建於1400年，面積6.73平方公里，海拔高度102米，2001年人口1,478，人口密度每平方公里219.6人。